# Benkő Nóra
Benkő Nóra (Budapest, 1971. február 18. –) magyar színésznő, műsorvezető, drámapedagógus, színigazgató.

## Életpályája
1995-ben az ELTE magyar−francia szakán, majd 1999-ben a Színház- és Filmművészeti Főiskolán Horvai István és Máté Gábor osztályában végzett. Pályája még egyetemi évei alatt a Szkéné Színházban, az Arvisura Színházi Társaságban indult. A főiskola elvégzése után Iglódi István hívására a Nemzeti Színház társulatához szerződött. Az átnevezés után, 2000-2020 között a Pesti Magyar Színház művésze, a Magyar Színház Baráti Társaság programjainak és a színház színiakadémiáján előbb színházpedagógusként a drámafeldolgozó foglalkozások, 2013-tól a Pesti Magyar Színiakadémia Művészeti Szakközépiskola vezetője. A Színművészeti Egyetem drámapedagógia szakát 2010-ben végezte el. 2020-tól a budapesti Szabad Tér Színház Nonprofit Kft. ügyvezető igazgatója.
Önálló estje Márai Sándor Füves könyvéből készült, melyben Farkas Sándor hegedűn működik közre.
2001-ben műsorvezetője lett a TV2-nek, ahol előbb a Borsodi Beach reggeli, majd a Lazac és a Club 2 című műsorokat vezette 2003-ig, majd a szülés után a Sajtkukac, a Babaház, és a Babavilág gyerekműsorokat. Tévé-, mozifilmekben és sorozatokban is játszott. Számos filmben szinkronizál.
2005-ben megjelentetett egy gyerekeknek szóló albumot, melyen Lackfi János és Tóth Krisztina megzenésített írásai hallhatók.
Férje: Dr. Kirády Attila (pszichológus, egyetemi docens, tévés kreatív producer); gyermekei: Ábel és Marcell 2003-ban születtek.

## Színházi szerepei
| \| Szerző \| A darab címe \| Bemutató dátuma \| S z í n h á z \| Játszott szerep \| \| ---------------------------------------------------------------------------------------------------------------------------------- \| -------------------------------------------- \| --------------------- \| -------------------------------------------------- \| --------------------------------------------------------------------- \| \| Robert Merle – Reinhardt István – Terhes Sándor \| Madrapur \| 1993. \| Arvisura Színház \| \| \| Szophoklész \| Oidipusz \| 1994. \| Vígszínház \| \| \| William Shakespeare \| Hamlet, dán királyfi \| 1994. \| Arvisura Színház \| \| \| Sütő András \| Balkáni gerle \| 1998. \| Nemzeti Színház \| Mercédesz \| \| William Shakespeare \| Sok hűhó semmiért \| 1998. \| Színház- és Filmművészeti Főiskola \| Margareta \| \| Molnár Ferenc, Szép Ernő, Heltai Jenő, Karinthy Frigyes, Gábor Andor, Nóti Károly, Kellér Dezső \| Színinövendékek avagy zenés műkedvelő kabaré \| 1998. \| Színház- és Filmművészeti Főiskola Ódry Színpad \| \| \| Alekszandr Nyikolajevics Osztrovszkij \| Jövedelmező állás \| 1998. \| Színház- és Filmművészeti Főiskola Ódry Színpad \| Anna Pavlovna, Visnyevszkij felesége \| \| Molnár Ferenc \| A hattyú \| 1999. \| Nemzeti Színház \| Alexandra, Beatrix lánya \| \| Guy Bolton, John McGowan \| Vad nők \| 1999. \| Színház- és Filmművészeti Főiskola Ódry Színpad \| Frisco Kate, Bárénekesnő és Sylvia, Johnny volt barátnője \| \| Füst Milán \| A zongora \| 1999. \| Színház- és Filmművészeti Főiskola Ódry Színpad \| Neumann Eleonóra \| \| Hubay Miklós \| Hová lett a Rózsa lelke ? (Nizsinszki) \| 1999. \| Nemzeti Színház \| Romy, Nizsinszki felesége \| \| Boldizsár Miklós, Szörényi Levente, Bródy János \| István, a király \| 2000. \| Nemzeti Színház \| Enikő \| \| Jos Wouters \| Gyászkirálynő \| 2000. \| Nemzeti Színház Várszínház, Refektórium \| Mária Valéria, Magyarország főhercegnője, Erzsébet legfiatalabb lánya \| \| Vörösmarty Mihály \| Csongor és Tünde \| 2000. \| Pesti Magyar Színház \| Ledér \| \| Jukio Misima \| Sade márkiné \| 2001.[m 1] 2002.[m 2] \| Pesti Magyar Színház \| Anne Prospere, Renne húga \| \| Katona József \| Bánk bán \| 2001. \| Gyulai Várszínház \| Izidóra \| \| Szergej Maszlobojscsikov, Prosper Merimée, Alekszandr Puskin, Georges Bizet, Henri Meilhac, Ludovic Halévy, spanyol folklór elemek \| Carmen \| 2001. \| Pesti Magyar Színház \| Carmen \| \| John-Michael Tebelak \| Godspell \| 2002. \| Pesti Magyar Színház \| \| \| William Shakespeare \| Vízkereszt, vagy amit akartok \| 2002. \| Pesti Magyar Színház \| Olívia \| \| Yasmina Reza \| Egy élet háromszor \| 2004. \| Pesti Magyar Színház Sinkovits Imre Színpad \| Ines \| \| Rainer Werner Fassbinder \| Petra von Kant keserű könnyei \| 2006. \| Pesti Magyar Színház Sinkovits Imre Színpad \| Sidonie von Grasenabb \| \| Molière \| Tartuffe \| 2006. \| Pesti Magyar Színház \| Elmira \| \| Peter Raby, Alexandre Dumas \| A 3 testőr \| 2006. \| Budapest Kongresszusi Központ \| Királyné \| \| Tamási Áron \| Ábel \| 2007. \| Pesti Magyar Színház \| Blanka, Ábel szerelme \| \| Lars von Trier (film), Guelmino Sándor, Gecsényi Györgyi \| Hullámtörés \| 2007. \| Pesti Magyar Színház Sinkovits Imre Színpad \| Dodo \| \| Bertolt Brecht \| A szecsuáni jó ember \| 2009. \| Pesti Magyar Színház \| Sógornő \| \| Háy János \| Házasságon innen, házasságon túl \| 2008. \| Pesti Magyar Színház Sinkovits Imre Színpad \| Szerető (Andrea) \| \| Joseph Kesselring \| Arzén és levendula \| 2010. \| Pesti Magyar Színház Sinkovits Imre Színpad \| Edit Mole \| \| Federico Fellini (filmforgatókönyv), Ennio Flaiano, Tullio Pinelli \| Sweet Charity \| 2010. \| Pesti Magyar Színház \| Ursula March \| \| Isa Schöier \| Rúzs \| 2011. \| Pesti Magyar Színház Sinkovits Imre Színpad \| \| \| Georges Feydeau \| Osztrigás Mici \| 2011. \| Pesti Magyar Színház \| Mme Ponant \| \| Halmy György (szerkesztő), Márai Sándor \| 'A köznapiról és a látomásról' \| 2011. \| Komédium \| \| \| Berg Judit \| Rumini \| 2011. \| Pesti Magyar Színház \| Peonza, a ferritek kormányzója \| \| Lázár Ervin, Madák Zsuzsanna \| A kisfiú meg az oroszlánok \| 2012. \| Pesti Magyar Színház \| Anya, Kriszta anyukája \| \| Kosztolányi Dezső, Réczei Tamás \| Nero, a véres költő \| 2013. \| Magyar Színház \| Agrippina \| \| Szerb Antal, Forgách András \| Holdvilág és utasa \| 2013. \| Magyar Színház Vasfüggöny mögötti játéktér \| Sári \| \| Federico García Lorca \| Vérnász \| 2013. \| Magyar Színház Sinkovits Imre Színpad \| Szomszédasszony \| \| James Lapine, Stephen Sondheim, Galambos Attila \| Vadregény - Into the Woods \| 2014. \| Magyar Színház \| Mostoha \| \| Alekszandr Puskin, Molnár-Keresztyén Gabriella \| Anyegin \| 2014. \| Magyar Színház Sinkovits Imre Stúdiószínpad \| Larina \| \| Astrid Lindgren, Tótfalusi István \| Harisnyás Pippi \| 2015 \| Magyar Színház \| Eladó; Tanító néni; Anyuka \| \| Arnold Wesker, Lőrinczy Attila \| A konyha \| 2015. \| Magyar Színház \| Anne \| \| Hedry Mária \| Tündér Míra \| 2016. \| Magyar Színház \| Tündér Rózsa királyné \| \| Lisa Langseth \| A karmester szeretője \| 2017. \| Pesti Magyar Színház \| Katarina \| \| Jon Fosse, Deres Péter \| Alvás \| 2017. \| Pesti Magyar Színház - Vasfüggöny mögötti játéktér \| A középkorú nő \| \| \| \| . \| \| \| |                                              |                 |                                                    |                                                                       |
| Szerző | A darab címe                                 | Bemutató dátuma | S z í n h á z                                      | Játszott szerep                                                       |
| Robert Merle – Reinhardt István – Terhes Sándor | Madrapur                                     | 1993.           | Arvisura Színház                                   |                                                                       |
| Szophoklész | Oidipusz                                     | 1994.           | Vígszínház                                         |                                                                       |
| William Shakespeare | Hamlet, dán királyfi                         | 1994.           | Arvisura Színház                                   |                                                                       |
| Sütő András | Balkáni gerle                                | 1998.           | Nemzeti Színház                                    | Mercédesz                                                             |
| William Shakespeare | Sok hűhó semmiért                            | 1998.           | Színház- és Filmművészeti Főiskola                 | Margareta                                                             |
| Molnár Ferenc, Szép Ernő, Heltai Jenő, Karinthy Frigyes, Gábor Andor, Nóti Károly, Kellér Dezső | Színinövendékek avagy zenés műkedvelő kabaré | 1998.           | Színház- és Filmművészeti Főiskola Ódry Színpad    |                                                                       |
| Alekszandr Nyikolajevics Osztrovszkij | Jövedelmező állás                            | 1998.           | Színház- és Filmművészeti Főiskola Ódry Színpad    | Anna Pavlovna, Visnyevszkij felesége                                  |
| Molnár Ferenc | A hattyú                                     | 1999.           | Nemzeti Színház                                    | Alexandra, Beatrix lánya                                              |
| Guy Bolton, John McGowan | Vad nők                                      | 1999.           | Színház- és Filmművészeti Főiskola Ódry Színpad    | Frisco Kate, Bárénekesnő és Sylvia, Johnny volt barátnője             |
| Füst Milán | A zongora                                    | 1999.           | Színház- és Filmművészeti Főiskola Ódry Színpad    | Neumann Eleonóra                                                      |
| Hubay Miklós | Hová lett a Rózsa lelke ? (Nizsinszki)       | 1999.           | Nemzeti Színház                                    | Romy, Nizsinszki felesége                                             |
| Boldizsár Miklós, Szörényi Levente, Bródy János | István, a király                             | 2000.           | Nemzeti Színház                                    | Enikő                                                                 |
| Jos Wouters | Gyászkirálynő                                | 2000.           | Nemzeti Színház Várszínház, Refektórium            | Mária Valéria, Magyarország főhercegnője, Erzsébet legfiatalabb lánya |
| Vörösmarty Mihály | Csongor és Tünde                             | 2000.           | Pesti Magyar Színház                               | Ledér                                                                 |
| Jukio Misima | Sade márkiné                                 | 2001. 2002.     | Pesti Magyar Színház                               | Anne Prospere, Renne húga                                             |
| Katona József | Bánk bán                                     | 2001.           | Gyulai Várszínház                                  | Izidóra                                                               |
| Szergej Maszlobojscsikov, Prosper Merimée, Alekszandr Puskin, Georges Bizet, Henri Meilhac, Ludovic Halévy, spanyol folklór elemek | Carmen                                       | 2001.           | Pesti Magyar Színház                               | Carmen                                                                |
| John-Michael Tebelak | Godspell                                     | 2002.           | Pesti Magyar Színház                               |                                                                       |
| William Shakespeare | Vízkereszt, vagy amit akartok                | 2002.           | Pesti Magyar Színház                               | Olívia                                                                |
| Yasmina Reza | Egy élet háromszor                           | 2004.           | Pesti Magyar Színház Sinkovits Imre Színpad        | Ines                                                                  |
| Rainer Werner Fassbinder | Petra von Kant keserű könnyei                | 2006.           | Pesti Magyar Színház Sinkovits Imre Színpad        | Sidonie von Grasenabb                                                 |
| Molière | Tartuffe                                     | 2006.           | Pesti Magyar Színház                               | Elmira                                                                |
| Peter Raby, Alexandre Dumas | A 3 testőr                                   | 2006.           | Budapest Kongresszusi Központ                      | Királyné                                                              |
| Tamási Áron | Ábel                                         | 2007.           | Pesti Magyar Színház                               | Blanka, Ábel szerelme                                                 |
| Lars von Trier (film), Guelmino Sándor, Gecsényi Györgyi | Hullámtörés                                  | 2007.           | Pesti Magyar Színház Sinkovits Imre Színpad        | Dodo                                                                  |
| Bertolt Brecht | A szecsuáni jó ember                         | 2009.           | Pesti Magyar Színház                               | Sógornő                                                               |
| Háy János | Házasságon innen, házasságon túl             | 2008.           | Pesti Magyar Színház Sinkovits Imre Színpad        | Szerető (Andrea)                                                      |
| Joseph Kesselring | Arzén és levendula                           | 2010.           | Pesti Magyar Színház Sinkovits Imre Színpad        | Edit Mole                                                             |
| Federico Fellini (filmforgatókönyv), Ennio Flaiano, Tullio Pinelli | Sweet Charity                                | 2010.           | Pesti Magyar Színház                               | Ursula March                                                          |
| Isa Schöier | Rúzs                                         | 2011.           | Pesti Magyar Színház Sinkovits Imre Színpad        |                                                                       |
| Georges Feydeau | Osztrigás Mici                               | 2011.           | Pesti Magyar Színház                               | Mme Ponant                                                            |
| Halmy György (szerkesztő), Márai Sándor | 'A köznapiról és a látomásról'               | 2011.           | Komédium                                           |                                                                       |
| Berg Judit | Rumini                                       | 2011.           | Pesti Magyar Színház                               | Peonza, a ferritek kormányzója                                        |
| Lázár Ervin, Madák Zsuzsanna | A kisfiú meg az oroszlánok                   | 2012.           | Pesti Magyar Színház                               | Anya, Kriszta anyukája                                                |
| Kosztolányi Dezső, Réczei Tamás | Nero, a véres költő                          | 2013.           | Magyar Színház                                     | Agrippina                                                             |
| Szerb Antal, Forgách András | Holdvilág és utasa                           | 2013.           | Magyar Színház Vasfüggöny mögötti játéktér         | Sári                                                                  |
| Federico García Lorca | Vérnász                                      | 2013.           | Magyar Színház Sinkovits Imre Színpad              | Szomszédasszony                                                       |
| James Lapine, Stephen Sondheim, Galambos Attila | Vadregény - Into the Woods                   | 2014.           | Magyar Színház                                     | Mostoha                                                               |
| Alekszandr Puskin, Molnár-Keresztyén Gabriella | Anyegin                                      | 2014.           | Magyar Színház Sinkovits Imre Stúdiószínpad        | Larina                                                                |
| Astrid Lindgren, Tótfalusi István | Harisnyás Pippi                              | 2015            | Magyar Színház                                     | Eladó; Tanító néni; Anyuka                                            |
| Arnold Wesker, Lőrinczy Attila | A konyha                                     | 2015.           | Magyar Színház                                     | Anne                                                                  |
| Hedry Mária | Tündér Míra                                  | 2016.           | Magyar Színház                                     | Tündér Rózsa királyné                                                 |
| Lisa Langseth | A karmester szeretője                        | 2017.           | Pesti Magyar Színház                               | Katarina                                                              |
| Jon Fosse, Deres Péter | Alvás                                        | 2017.           | Pesti Magyar Színház - Vasfüggöny mögötti játéktér | A középkorú nő                                                        |
| |                                              | .               |                                                    |                                                                       |

### Jelenleg játszott szerepei
'Az utolsó módosítás ebben a szakaszban: 2018. december 24., 15:22 (CET)
A Pesti Magyar Színházban:
- Háy János: Házasságon innen, házasságon túl - SZERETŐ
- Berg Judit: Rumini - PEONZA
- Astrid Lindgren, Tótfalusi István: Harisnyás Pippi - ELADÓ, TANÍTÓ NÉNI, ANYUKA
- Hedry Mária: Tündér Míra - TÜNDÉR RÓZSA KIRÁLYNÉ
- Lisa Langseth: A karmester szeretője - KATHARINA[9]
- Tim Firth: NAPTÁRLÁNYOK - MARUE
- Jon Fosse: Alvás - A KÖZÉPKORÚ NŐ
- Háy János: Utánképzés ittas vezetőknek - RÉKA, marketinges

Vendégművészként:
- Márai Sándor Füves könyve alapján: "A köznapiról és a látomásról" – színházi est egy szereplőre és egy hegedűsre

## Tévés és filmes szerepei
- 1998 Ábel Amerikában (tévéfilm)
- 1999 Közel a szerelemhez

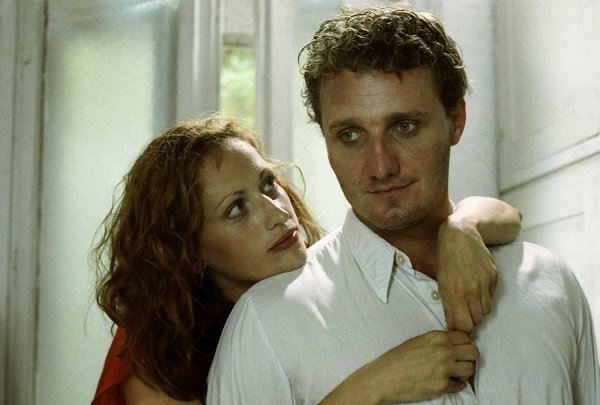
Hayth Zoltánnal a Csendkút című filmben

- 2003 Tarka képzelet –  Renoir álmai (rövidfilm)
- 2003 Tarka képzelet –  Bruegel álmai (rövidfilm)
- 2000 Valaki kopog (tévésorozat): A kékszemű – Pollákné
- 2002 A titkos háború (tévéfilm) – Kalmár Lilla
- 2007 Csendkút – Ágnes
- 2012 Marslakók (tévésorozat) – Mrs. Zöldi
- 2018 Oltári csajok (tévésorozat) – Zsuzsa
- 2019–2020 Drága örökösök (tévésorozat) – Dr. Marosi Gitta[10]
- 2019 A mi kis falunk (tévésorozat) – Karola
- 2022– Drága örökösök – A visszatérés (tévésorozat) – Dr. Marosi Gitta

## Díjai
- 2015. Vallai Péter Kortárs Előadóművészeti Fesztivál (RS9 Színház) - Vida Judit iparművész különdíja[m 3][11][12]
- 2017 Főnix díj - női főszereplő (Katharina – A karmester szeretője)[13]